# Derthona Basket 2023-2024
Questa voce raccoglie le informazioni riguardanti il Derthona Basket nelle competizioni ufficiali della stagione 2023-2024.

## Stagione
La stagione 2023-2024 dell' A.S. Dil. Pol. Derthona Basket, Bertram Yachts Derthona per ragione di sponsorizzazioni, è la 3ª nel massimo campionato italiano di pallacanestro, la Serie A.
Gioca le partite casalinghe presso il PalaFerraris di Casale Monferrato.
Il 23 dicembre viene esonerato Marco Ramondino, dopo la sconfitta interna contro Treviso e uno score di 5 partite vinte e 8 sconfitte.

## Roster
Aggiornato al 20 agosto 2023.
| Bertram Derthona Basket Tortona 2023–24 | Bertram Derthona Basket Tortona 2023–24 |
| Giocatori                               | Staff tecnico                           |
| --------------------------------------- | --------------------------------------- |

| N. | Naz.                                       | Ruolo | Nome                    | Anno | Alt.   | Peso   |  |
| -- | ------------------------------------------ | ----- | ----------------------- | ---- | ------ | ------ |  |
| 0  | Italia (bandiera)                          | C     | Andrea Zerini           | 1988 | 205 cm | 112 kg |  |
| 1  | Mali (bandiera)                            | C     | Lamine Tandia (F)       | 2004 | 202 cm |        |  |
| 2  | Francia (bandiera)                         | AG    | Amine Noua              | 1997 | 202 cm | 91 kg  |  |
| 3  | Italia (bandiera)                          | P     | Lorenzo Baldi           | 2005 | 183 cm |        |  |
| 4  | Stati Uniti (bandiera)                     | P     | Colbey Ross             | 1998 | 185 cm | 84 kg  |  |
| 5  | Stati Uniti (bandiera)                     | PG    | Chris Dowe              | 1991 | 193 cm | 86 kg  |  |
| 7  | Italia (bandiera)                          | G     | Leonardo Candi          | 1997 | 190 cm | 86 kg  |  |
| 8  | Italia (bandiera)                          | P     | Riccardo Tavernelli (C) | 1991 | 188 cm | 82 kg  |  |
| 10 | Italia (bandiera)                          | PG    | Nicholas Errica         | 2005 | 185 cm | 72 kg  |  |
| 12 | Lettonia (bandiera)                        | AP    | Artūrs Strautiņš (F)    | 1998 | 198 cm | 100 kg |  |
| 13 | Italia (bandiera)                          | P     | Tommaso Baldasso        | 1998 | 192 cm | 88 kg  |  |
| 14 | Francia (bandiera)                         | C     | Ismaël Kamagate         | 2001 | 211 cm | 100 kg |  |
| 20 | Italia (bandiera)                          | AG    | Luca Severini           | 1996 | 204 cm | 92 kg  |  |
| 21 | Stati Uniti (bandiera) · Italia (bandiera) | AG    | Grant Basile            | 2000 | 206 cm | 107 kg |  |
| 24 | Stati Uniti (bandiera)                     | AG    | Mike Daum               | 1995 | 205 cm | 107 kg |  |
| 32 | Belgio (bandiera)                          | G     | Retin Obasohan          | 1993 | 185 cm | 95 kg  |  |
| 34 | Stati Uniti (bandiera)                     | AP    | Kyle Weems              | 1989 | 198 cm | 100 kg |  |
| 35 | Stati Uniti (bandiera)                     | AC    | TaShawn Thomas          | 1993 | 203 cm | 109 kg |  |
| 43 | Croazia (bandiera)                         | C     | Leon Radošević          | 1990 | 208 cm | 112 kg |  |
| -  | Italia (bandiera)                          | G     | Riccardo Bordoni        | 2007 |        |        |  |

| Allenatore |
| - Marco Ramondino (fino al 23 dicembre) - Walter De Raffaele (dal 25 dicembre)                                                                                                 |
| Assistente/i |
| - Gianmarco Di Matteo (fino al 27 dicembre) - Edoardo Rabbolini - Vanni Talpo - Iacopo Squarcina (dal 27 dicembre) Legenda - (C) Capitano - (IN) Inattivo - Infortunato Roster |

## Mercato

### Sessione estiva
| Acquisti | Acquisti         | Acquisti            | Acquisti   | Acquisti |
| R.a      | Nome             | da                  | Modalità   |          |
| -------- | ---------------- | ------------------- | ---------- | -------- |
| P        | Tommaso Baldasso | Olimpia Milano      | svincolato |          |
| PG       | Chris Dowe       | Dinamo Sassari      | svincolato |          |
| G        | Retin Obasohan   | ASVEL               | svincolato |          |
| AP       | Artūrs Strautiņš | Pall. Reggiana      | svincolato |          |
| AP       | Kyle Weems       | Virtus Bologna      | svincolato |          |
| A        | Andrea Loro      | College Borgomanero | svincolato |          |
| AC       | TaShawn Thomas   | Metropolitans 92    | svincolato |          |
| C        | Andrea Zerini    | Napoli Basket       | svincolato |          |

| Cessioni | Cessioni         | Cessioni         | Cessioni       | Cessioni |
| R.       | Nome             | a                | Modalità       |          |
| -------- | ---------------- | ---------------- | -------------- | -------- |
| P        | Semaj Christon   | Brescia          | opzione uscita |          |
| P        | Cameron Hunt     | Digione          | fine contratto |          |
| PG       | Ariel Filloy     | Pall. Trieste    | opzione uscita |          |
| G        | Demonte Harper   | Ironi Nes Ziona  | opzione uscita |          |
| G        | J.P. Macura      | Free agent       | opzione uscita |          |
| AP       | Niccolò Filoni   | U.C.C. Piacenza  | fine contratto |          |
| A        | Andrea Loro      | Brianza Casa Bk. | prestito       |          |
| A        | Mitja Nikolić    | Basket Ravenna   | fine contratto |          |
| AG       | Grant Basile     | Pistoia Basket   | prestito       |          |
| C        | Tyler Cain       | Free agent       | fine contratto |          |
| C        | Chris Mortellaro | Free agent       | fine contratto |          |

### Dopo l'inizio della stagione
| Acquisti | Acquisti        | Acquisti       | Acquisti         | Acquisti      |
| R.       | Nome            | da             | Data             | Modalità      |
| -------- | --------------- | -------------- | ---------------- | ------------- |
| AG       | Grant Basile    | Pistoia Basket | 3 novembre 2023  | fine prestito |
| AG       | Amine Noua      | Hapoel Holon   | 2 dicembre 2023  | svincolato    |
| P        | Colbey Ross     | Budućnost      | 21 dicembre 2023 | svincolato    |
| C        | Ismaël Kamagate | Olimpia Milano | 16 gennaio 2024  | prestito      |

| Cessioni | Cessioni     | Cessioni        | Cessioni         | Cessioni    |
| R.       | Nome         | a               | Data             | Modalità    |
| -------- | ------------ | --------------- | ---------------- | ----------- |
| AG       | Mike Daum    | Anadolu Efes    | 29 novembre 2023 | definitivo  |
| AG       | Grant Basile | G.M. OrziBasket | 1 dicembre 2023  | prestito    |
| AG       | Amine Noua   | Fenerbahçe      | 22 gennaio 2024  | rescissione |